# Horisont (tv-program)
 For alternative betydninger, se Horisont (flertydig). (Se også artikler, som begynder med Horisont)
Horisont er et udenrigsmagasin der sendes hver mandag 21.55 på DR1.
Horisont beskæftiger sig med aktuelle emner uden for Danmarks grænser. Programmet har kun én historie i hver udsendelse og kan derfor gå i dybden med den.
Horisont blev første gang sendt i perioden 1956 til 1974. Horisont startede igen i 1990, og fra og med 1994 har programmet været en fast del af Nyhedstimen hver mandag 21.25 på DR1. Senere blev det flyttet til 21.55.
I 2007 begyndte Horisontradio på P1 der sendes halvanden time hver tirsdag med Kim Bildsøe Lassen som vært.

## Værter
- John Danstrup (1956-1965)
- Lasse Budtz (1960-1974)
- Claus Toksvig (1960-1974)
- Leif Davidsen (1990-1994)
- Steffen Gram (1990-2005)
- Kim Bildsøe Lassen (2006-2007) – vært på Horisontradio
- Steffen Kretz (2007-2008)
- Mette Vibe Utzon siden 2008